# Драфт НБА 1991
Драфт НБА 1991 року відбувся 25 червня в Нью-Йорку. Дікембе Мутомбо, обраний під четвертим номером, став одним із найвизначніших захисних центрових в історії НБА. Він чотири рази здобував звання найкращого захисного гравця, вісім разів був учасником Матчу всіх зірок і провів у лізі вісімнадцять сезонів.
Ларрі Джонсон виграв нагороду новачка року і тричі потрапляв на Матч всіх зірок, був першим гравцем який потрапив на нього від франшизи Шарлотт Горнетс. Однак, на початку професійної кар'єри проблеми зі спиною знизили його можливості і показники, а потім примусили його на початку 2000-х років завершити кар'єру.
Серед інших помітних вибраних гравців: Кенні Андерсон, Стів Сміт, Террелл Брендон, Дейл Девіс і Кріс Гатлінг, які брали участь у Матчі всіх зірок, Брендон двічі, решта по одному разу.

## Драфт
| РЗ | Розігруючий захисник | АЗ | Атакувальний захисник | ЛФ | Легкий форвард | ВФ | Важкий форвард | C | Центровий |

| ^ | Позначає гравців, обраних у Баскетбольну залу слави Нейсміта                                                        |
| * | Позначає гравців, які взяли участь принаймні в одній грі матчу всіх зірок НБА і потрапили до Збірної всіх зірок НБА |
| + | Позначає гравців, які взяли участь принаймні в одній грі матчу всіх зірок НБА                                       |
| x | Позначає гравців, які принаймні один раз потрапили до Збірної всіх зірок НБА                                        |
| # | Позначає гравців, які жодного разу не грали в регулярному сезоні НБА або плей-оф                                    |

| Раунд | Вибір | Гравець               | Позиція | Громадянство | NBA Team                                                | Школа/Клуб                      |
| ----- | ----- | --------------------- | ------- | ------------ | ------------------------------------------------------- | ------------------------------- |
| 1     | 1     | Ларрі Джонсон*        | ВФ      | США          | Шарлотт Горнетс                                         | УНВЛ (Ср.)                      |
| 1     | 2     | Кенні Андерсон+       | РЗ      | США          | Нью-Дже́рсі Нетс                                         | Джорджия Тек (Соф.)             |
| 1     | 3     | Біллі Оуенс           | ЛФ      | США          | Сакраменто Кінґс (проданий у Голден-Стейт)              | Сірак'юс (Дж.)                  |
| 1     | 4     | Дікембе Мутомбо^      | C       | Заїр         | Денвер Наггетс                                          | Джорджтаун (Ср.)                |
| 1     | 5     | Стів Сміт+            | SG      | США          | Маямі Гіт                                               | Мічиган Стейт (Ср.)             |
| 1     | 6     | Даг Сміт              | ВФ      | США          | Даллас Маверікс                                         | Міссурі (Ср.)                   |
| 1     | 7     | Люк Лонглі            | C       | Австралія    | Міннесота Тімбервулвз                                   | Нью-Мексико (Ср.)               |
| 1     | 8     | Марк Мейкон           | АЗ      | США          | Денвер Наггетс (від Вашингтон)                          | Темпл (Ср.)                     |
| 1     | 9     | Стейсі Огмон          | АЗ/SF   | США          | Атланта Гокс (від ЛА Кліпперс)                          | УНВЛ (Ср.)                      |
| 1     | 10    | Браян Вільямс[Note 1] | ВФ/C    | США          | Орландо Меджик                                          | Аризона (Дж.)                   |
| 1     | 11    | Террелл Брендон+      | PG      | США          | Клівленд Кавальєрс                                      | Орегон (Дж.)                    |
| 1     | 12    | Грег Ентоні           | РЗ      | США          | Нью-Йорк Нікс                                           | УНВЛ (Ср.)                      |
| 1     | 13    | Дейл Девіс+           | ВФ      | США          | Індіана Пейсерз                                         | Клемсон (Ср.)                   |
| 1     | 14    | Річ Кінг              | C       | США          | Сіетл Суперсонікс                                       | Небраска (Ср.)                  |
| 1     | 15    | Ентоні Авент          | ВФ      | США          | Атланта Гокс                                            | Сетон Голл (Ср.)                |
| 1     | 16    | Кріс Гатлінг+         | PF      | США          | Голден-Стейт Ворріорс (від Філадельфія)                 | Олд Домініон (Ср.)              |
| 1     | 17    | Віктор Алекзандер     | C       | США          | Голден-Стейт Ворріорс                                   | Айова Стейт (Ср.)               |
| 1     | 18    | Кевін Брукс           | ЛФ      | США          | Мілвокі Бакс                                            | Південно-Західна Луїзіана (Ср.) |
| 1     | 19    | Лабредфорд Сміт       | АЗ      | США          | Вашингтон Буллетс (від Детройт через Даллас і Денвер)   | Луїсвілл (Ср.)                  |
| 1     | 20    | Джон Тернер           | ВФ      | США          | Х'юстон Рокетс                                          | Філліпс (Ср.)                   |
| 1     | 21    | Ерік Мердок           | РЗ      | США          | Юта Джаз                                                | Провіденс (Ср.)                 |
| 1     | 22    | Лерон Елліс           | ВФ      | США          | Лос-Анджелес Кліпперс (від Фінікс через Сіетл)          | Сірак'юс (Ср.)                  |
| 1     | 23    | Стенлі Робертс        | C       | США          | Орландо Меджик (від Сан-Антоніо)                        | Реал Мадрид (Іспанія)           |
| 1     | 24    | Рік Фокс              | ЛФ      | Канада       | Бостон Селтікс                                          | Північна Кароліна (Ср.)         |
| 1     | 25    | Шон Вандівер#         | ВФ      | США          | Голден-Стейт Ворріорс (від ЛА Лейкерс)                  | Колорадо (Ср.)                  |
| 1     | 26    | Марк Рендалл          | ВФ      | США          | Чикаго Буллз                                            | Канзас (Ср.)                    |
| 1     | 27    | Піт Чілкатт           | ВФ      | США          | Сакраменто Кінґс (від Портленд)                         | Північна Кароліна (Ср.)         |
| 2     | 28    | Кевін Лінч            | G/F     | США          | Шарлотт Горнетс (від Денвер)                            | Міннесота (Ср.)                 |
| 2     | 29    | Джордж Аклз#          | C/PF    | США          | Маямі Гіт                                               | УНВЛ (Ср.)                      |
| 2     | 30    | Родні Монро           | G/F     | США          | Атланта Гокс (від Сакраменто)                           | НК Стейт (Ср.)                  |
| 2     | 31    | Ренді Браун           | РЗ      | США          | Сакраменто Кінґс (від Нью-Джерсі)                       | Нью-Мексико Стейт (Ср.)         |
| 2     | 32    | Чед Галлагер          | C       | США          | Фінікс Санз (від Шарлотт)                               | Крейгтон (Ср.)                  |
| 2     | 33    | Дональд Годж          | C       | США          | Даллас Маверікс                                         | Темпл (Дж.)                     |
| 2     | 34    | Майрон Браун          | G       | США          | Міннесота Тімбервулвз                                   | Сліппері Рок (Ср.)              |
| 2     | 35    | Майк Іузоліно         | G       | США          | Даллас Маверікс (від Вашингтон через Сакраменто)        | Сейнт-Френсіс (Ср.)             |
| 2     | 36    | Кріс Корчіані         | G       | США          | Орландо Меджик                                          | НК Стейт (Ср.)                  |
| 2     | 37    | Елліот Перрі          | РЗ      | США          | Лос-Анджелес Кліпперс                                   | Memphis State (Ср.)             |
| 2     | 38    | Джо Вайлі#            | ВФ      | США          | Лос-Анджелес Кліпперс (від Клівленд)                    | Маямі (Ср.)                     |
| 2     | 39    | Джиммі Олівер         | G/F     | США          | Клівленд Кавальєрс (від Нью-Йорк через Шарлотт)         | Пердью (Ср.)                    |
| 2     | 40    | Даг Овертон           | РЗ      | США          | Детройт Пістонс (від Сіетл)                             | Ла Саль (Ср.)                   |
| 2     | 41    | Шон Грін              | F/G     | США          | Індіана Пейсерз                                         | Іона (Ср.)                      |
| 2     | 42    | Стів Гуд#             | ЛФ      | США          | Сакраменто Кінґс (від Атланта)                          | Джеймс Медісон (Ср.)            |
| 2     | 43    | Ламонт Строзерс       | G       | США          | Голден-Стейт Ворріорс                                   | Крістофер Ньюпорт (Ср.)         |
| 2     | 44    | Альваро Тегеран#      | C       | Колумбія     | Філадельфія Севенті-Сіксерс                             | Х'юстон (Ср.)                   |
| 2     | 45    | Боббі Філлс           | АЗ      | США          | Мілвокі Бакс                                            | Саутерн (Ср.)                   |
| 2     | 46    | Річард Думас          | F       | США          | Фінікс Санз (від Детройт)                               | Хапоель (Ізраїль)               |
| 2     | 47    | Кіт Г'юз#             | ВФ      | США          | Х'юстон Рокетс                                          | Ратгерс (Ср.)                   |
| 2     | 48    | Ісаак Остін           | C       | США          | Юта Джаз                                                | Аризона Стейт (Ср.)             |
| 2     | 49    | Грег Саттон           | G       | США          | Сан-Антоніо Сперс                                       | Орал Робертс (Ср.)              |
| 2     | 50    | Джоуі Райт#           | АЗ      | США          | Фінікс Санз                                             | Техас (Ср.)                     |
| 2     | 51    | Жан Табак             | C       | Хорватія     | Х'юстон Рокетс (від Бостон через Нью-Джерсі і Клівленд) | Спліт (Хорватія)                |
| 2     | 52    | Ентоні Джоунс#        | SF      | США          | Лос-Анджелес Лейкерс                                    | Орал Робертс (Ср.)              |
| 2     | 53    | Вон Макдейд#          | АЗ      | США          | Нью-Дже́рсі Нетс (від Чикаго)                            | Мілвокі (Ср.)                   |
| 2     | 54    | Маркус Кеннеді#       | ВФ      | США          | Портленд Трейл-Блейзерс                                 | Істерн Мічиган (Ср.)            |

1. ↑  Громадянство означає національну збірну гравця, або яку країну він представляє. Якщо гравець не грав на міжнародному рівні, тоді цей пункт означає за збірну якої країни він може грати за правилами FIBA.

## Помітні гравці, яких не задрафтовано

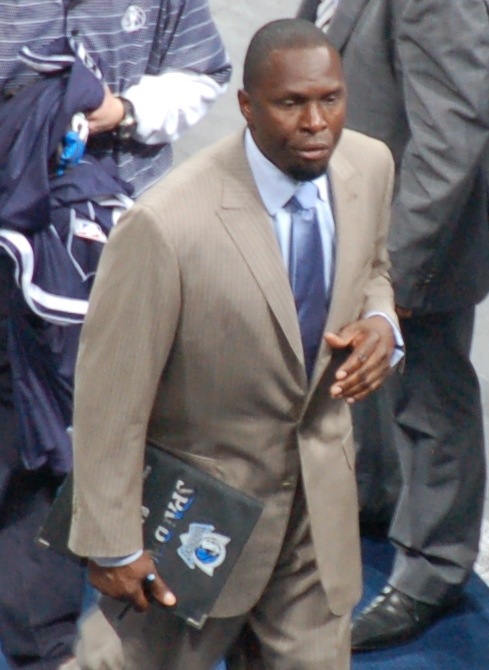
Даррелла Армстронга не обрали, але він мав 13-річку кар'єру в НБА і 1999 року став найкращим шостим гравцем.

| Гравець           | Позиція | Громадянство | Школа/Клуб               |
| ----------------- | ------- | ------------ | ------------------------ |
| Даррелл Армстронг | РЗ      | США          | Fayetteville State (Sr.) |
| Марті Конлон      | ВФ      | США          | Провіденс (Sr.)          |
| Джон Кротті       | РЗ      | США          | Вірджинія (Sr.)          |
| Джей Гайдінгер    | C       | США          | Minnesota–Duluth (Sr.)   |
| Кіт Оуенс         | F       | США          | УКЛА (Sr.)               |
| Роберт Пек        | РЗ      | США          | УПК (Sr.)                |
| Андерсон Гант     | G       | США          | УНВЛ (Jr.)               |
| Лорензо Вільямс   | C       | США          | Стетсон (Sr.)            |

## Нотатки
1. ↑  Браян Вільямс змінив своє ім'я на Байсон Деле 1998 року.[2]